# Margo Andriessen
Margo Francien Andriessen (Winterswijk, 22 oktober 1946) is een Nederlandse bestuurder en interim-manager met een achtergrond in de criminologie. Ze was tot 2018 voorzitter van het bestuur van de NVVE (Nederlandse Vereniging voor het Vrijwillig Levenseinde) en tot 2019 vicevoorzitter van de Raad van Toezicht van Hogeschool Inholland. Van 25 september 2018 tot 11 juni 2019 was ze lid van de Eerste Kamer en tussen 2018 en 2022 was zij lid en voorzitter van de Stadsdeelcommissie van Amsterdam-Noord.

## Biografie

### Academische carrière
Andriessen volgde het gymnasium alfa aan het Winterswijks Lyceum van 1958 tot 1964. Daarna studeerde zij rechten aan de Rijksuniversiteit Groningen. Aansluitend werd ze in 1970 wetenschappelijk onderzoeker en later universitair hoofddocent bij de vakgroep Criminologie. Ze promoveerde in 1976 op ‘Kijken bij de Kinderpolitie’, waarvoor ze een paar jaar meeliep als rechercheur. Andriessen stichtte in Groningen een opvangcentrum voor jeugdige delinquenten (RBS 38). Daar werden jongeren naartoe gestuurd door de politie, zodat na een proces-verbaal meteen met een verbeteraanpak kon worden begonnen. Meerdere malen werd ze uitgenodigd in de Verenigde Staten college te geven en onderzoek te doen. In Nederland leidde haar aanpak tot herziening van het jeugdstrafrecht en de invoering van alternatieve straffen.

### Bestuursfuncties
Van de wetenschap stapte Andriessen over naar besturen en interim-management. Als jonge moeder drong ze met een actiegroep een vergadering van het College van Bestuur van de Rijksuniversiteit Groningen binnen, met het verzoek aan de heren even op haar kind te passen, omdat ze college moet geven. Daarna kwam er universitaire kinderopvang. In 1984 werd zij zelf lid van dat College van Bestuur en daarmee is ze de eerste vrouw in Nederland die toetrad tot een universitair bestuur. Ze realiseerde een promotiewerkplaats voor vrouwen en had als portefeuillehouder Personeel overleg met Pim Fortuyn, toenmalig voorzitter van de personeelsdelegatie.
In 1986 werd Andriessen voorzitter van het College van Bestuur van de Hogeschool van Amsterdam, een van de eerste hogescholen in Nederland. Tevens startte ze de Amsterdam Summer University en werd ze gevraagd als gasthoogleraar aan de Universiteit van Berkeley in de Verenigde Staten.
In 1990 werd ze in de gemeente Den Haag directeur van de Dienst Welzijn, een conglomeraat van diensten op het gebied van gezondheidszorg, sport, welzijns- en nieuwkomersvoorzieningen.
Van 2010 tot 2018 was Andriessen voorzitter van het bestuur van de NVVE (Nederlandse Vereniging voor het Vrijwillig Levenseinde). Zij had daarvoor veel te maken met oud-minister Els Borst. Daarnaast was zij van 2011 tot 2019 vicevoorzitter van de Raad van Toezicht van Hogeschool Inholland. Van 2016 tot 2020 was zij bestuurslid bij de Vereniging Toezichthouders Hogescholen en van 2018 tot 2020 voorzitter van de Adviesraad Voortgezet Onderwijs van Amsterdam.

### Interim-management
Andriessen heeft in uiteenlopende vakgebieden als interim-manager fusies, reorganisaties en noodlijdende situaties begeleid. Zij was werkzaam als: interim-directeur Algemene Directie Arbeidsvoorziening (1997), interim-hoofdredacteur Publiek Management (1999), interim-directeur SSR, opleidingscentrum voor de Rechterlijke Macht (2001), interim-voorzitter van het College van Bestuur Hogeschool Larenstein (2002), gedelegeerd bestuurder van Theater Frascati (2004), interim-directeur SOSV, opleidingsinstituut voor de Sociale Zekerheid (2006), interim-directeur NiZA, Nederlands instituut voor Zuidelijk Afrika (2007), interim-directeur Hogeschool Iselinge (2010).

### Politiek
In 1977 was Andriessen verkiesbaar voor de toenmalige Politieke Partij Radikalen (PPR), voor de Tweede Kamer. In 1994 studeerde ze politieke wetenschappen aan de Harvard-universiteit in Verenigde Staten. In 2015 was ze 11e op de lijst kandidaten voor D66 voor de Eerste Kamer. Op 25 september 2018 werd Andriessen geïnstalleerd als lid van de Eerste Kamer in de vacature die ontstaan was na het vertrek van Thom de Graaf. Zij vervulde deze functie tot 11 juni 2019. Tussen 2018 en 2022 was zij lid en voorzitter van de Stadsdeelcommissie van Amsterdam-Noord.

## Privé
Andriessen woont in Amsterdam-Noord en heeft één zoon. Zij is nooit getrouwd geweest en staat bekend als een van de eerste ‘BOM-moeders’, ofwel bewust ongehuwde moeder.